# Peter S. Kim
Peter S. Kim (né le 27 avril 1958) est un scientifique américain. Il est président de Merck Research Laboratories (MRL) de 2003 à 2013 et est actuellement professeur de biochimie Virginia & DK Ludwig à l'université Stanford, chercheur à l'institut Stanford ChEM-H et chercheur principal de l'Initiative sur les maladies infectieuses au Chan Zuckerberg Biohub,,,.

## Jeunesse et éducation
Kim est d'origine coréenne et grandit à Ridgewood, dans le New Jersey, fils d'une mère célibataire. Son premier emploi, en 1974, est dans un restaurant Roy Rogers, où il gagne de l'argent pour payer ses études. Kim obtient son BA en chimie à l'Université Cornell en 1979, où il mène des recherches avec George P. Hess. Il obtient son doctorat en biochimie à l'Université Stanford sous la direction de Robert L. (« Buzz ») Baldwin.

## Carrière et recherche
Après son doctorat, Kim est nommé par David Baltimore comme l'un des premiers Whitehead Fellows au Whitehead Institute. Plus tard, Kim est professeur de biologie au Massachusetts Institute of Technology (MIT), membre du Whitehead Institute et chercheur au Howard Hughes Medical Institute.
Kim est connu pour ses études sur les bobines enroulées et pour avoir découvert comment les protéines provoquent la fusion des membranes virales avec les cellules,,,,. Il s’intéresse particulièrement à la recherche sur le VIH/SIDA et conçoit des composés qui arrêtent la fusion membranaire du VIH, l’empêchant ainsi d’infecter les cellules, et est le pionnier des efforts visant à développer un vaccin contre le VIH basé sur des principes similaires. Kim est également membre du Comité de recherche sur le vaccin contre le sida des National Institutes of Health (NIH).
Kim rejoint Merck Research Laboratories (MRL) en 2001 en tant que vice-président exécutif, Recherche et Développement. Il est promu président en janvier 2003. À ce titre, Kim supervise toutes les activités de recherche et de développement de médicaments et de vaccins de Merck.
Au cours de son mandat, Merck obtient l’approbation de plus de 20 nouveaux médicaments et vaccins. Il s’agit notamment de Januvia (le premier inhibiteur de la DPP-4 pour le diabète de type 2), de Gardasil (le premier vaccin pour la prévention du cancer du col de l’utérus), d'Isentress (le premier inhibiteur de l’intégrase du VIH), de Zostavax (le premier vaccin pour la prévention du zona chez les adultes) et de Rotateq (un vaccin oral pour la prévention de l’infection à rotavirus chez les nourrissons). Il dirige également le développement basé sur les biomarqueurs de Keytruda. En 2013, il prend sa retraite de Merck et est remplacé par Roger Perlmutter,. Il est nommé professeur à l'Université Stanford en 2014.

## Prix et distinctions
Kim est membre de l'Académie nationale des sciences, de l'Académie nationale de médecine, de l'Académie nationale d'ingénierie et membre de l'Académie américaine des arts et des sciences. Il reçoit aussi plusieurs distinctions :
- Prix NAS en biologie moléculaire (1993)
- Prix Eli Lilly en chimie biologique[21] (1994)
- Prix DuPont Merck du jeune chercheur de la Protein Society (1994)
- Prix Ho-Am de la Fondation Samsung en sciences fondamentales (1998)
- Prix Hans Neurath de la Protein Society (1999)
- Prix Arthur Kornberg et Paul Berg pour l'ensemble de sa carrière en sciences biomédicales, Université Stanford (2018)[22]